# باستا شینجوکو
باستا شینجوکو یا ترمینال اتوبوس بزرگراه شینجوکو (به ژاپنی: バスタ新宿)، یک ترمینال اصلی اتوبوس است که در ایستگاه شینجوکو جنوبی واقع شده‌است. این بزرگ‌ترین و اولین پایانه اتوبوس سراسری ژاپن در توکیو بزرگ است. باستا شینجوکو یک پایانه حمل و نقل است که ایستگاه راه‌آهن، ترمینال اتوبوس سریع‌السیر، ایستگاه تاکسی و غیره را ادغام می‌کند. نام رسمی ترمینال حمل و نقل خروجی جنوبی شینجوکو (ترمینال شینجوکو مینامیگوچی کوتسو) است.